# Аранго, Диего
Дие́го Алеха́ндро Ара́нго Монто́йя (исп. Diego Alejandro Arango Montoya; род. 2 июля 1980, Медельин) — колумбийский футболист, выступавший на позиции полузащитника в 1990—2010-е годы. Наиболее известен по выступлениям за «Онсе Кальдас».

## Биография
Диего Аранго дебютировал во взрослом футболе в 1999 году в «Атлетико Насьонале». Вместе с «зелёными» он выиграл чемпионат Колумбии. В 2000 году перешёл в «Онсе Кальдас». Начало 2000-х годов стало «золотым периодом» в истории клуба из Манисалеса. В 2003 году команда Луиса Фернандо Монтойи выиграла первый за 53 года титул чемпионов Колумбии (Апертуру). В 2004 году «Онсе Кальдас» сенсационно стал победителем Кубка Либертадорес. В финале колумбийцы одолели аргентинскую «Боку Хуниорс» (0:0; 1:1, в серии пенальти 2:0). В ходе турнира Аранго сыграл в 11 матчах своей команды из 14. Он отыграл всю первую финальную игру в Буэнос-Айресе, а в ответном матче в Манисалесе остался в запасе.
12 декабря 2004 года принял участие в последнем в истории матче за Межконтинентальный кубок. «Онсе Кальдас» и победитель европейской Лиги чемпионов «Порту» сыграли вничью 0:0, а в серии пенальти со счётом 8:7 победу одержал португальский клуб. Аранго вышел на поле в стартовом составе. В первом тайме получил жёлтую карточку, а на 61 минуте был заменён Хефреем Диасом. Монтойя постарался обострить игру в атаке, выпустив нападающего вместо полузащитника.
В 2007—2009 годах играл за «Атлетико Букарамангу», «Атлетико Уилу» и «Депортес Пальмиру». В 2010 году вернулся в «Онсе Кальдас», с которым выиграл свой третий чемпионат Колумбии. Последние годы профессиональной карьеры в 2012—2013 годах провёл в эквадорской «Манте» и на родине за «Кортулуа».
В 2016 году попытался вернуться в футбол, тренировался в межсезонье с «Онсе Кальдасом», но так и не сумел восстановить игровые кондиции в достаточной степени. Перевёз семью (супругу Алехандру и детей Камилу, Тома́са и Лусиану) в Манисалес, где работает тренером.

## Титулы и достижения
- Чемпион Колумбии (3): 1999, 2003 (Апертура), 2010 (Финалисасьон)
- Обладатель Кубка Либертадорес: 2004